# Évian-les-Bains
« Évian » redirige ici. Pour les autres significations, voir Évian (homonymie).
Évian-les-Bains, simplement appelée Évian, est une commune française de Haute-Savoie en région Auvergne-Rhône-Alpes, chef-lieu du canton d'Évian-les-Bains et ville centre de la communauté de communes Pays d'Évian Vallée d'Abondance, située sur les bords du Léman. Évian est mondialement connue comme ville thermale et pour son eau minérale Évian, exploitée par la Société anonyme des eaux minérales d’Évian, filiale du groupe Danone.

## Géographie

### Localisation
La ville d’Évian-les-Bains se situe sur les bords du Léman, à l'est de Genève.
Le territoire communal s’étend sur une superficie de 4,3 km2 et borde le Léman sur une distance d'environ 4 km.
À l’échelle nationale et internationale Évian-les-Bains est située :
- pour la France : à 85 km d'Annecy, préfecture de la Haute-Savoie ; à 193 km de Lyon, préfecture de la région Auvergne-Rhône-Alpes ; à 187 km de Grenoble ; à 586 km de Paris ; à 503 km de Marseille ;
- à 45 km à l’est de Genève et à 66 km de Lausanne en voiture. Mais à 14 km en bateau de Lausanne.

### Géologie et relief
La superficie de la commune est de 429 hectares ; son altitude varie de 372  à   772 mètres.

### Hydrographie
La commune se trouve sur le bord du Léman. Elle est traversée par le ruisseau Forchez qui se jette dans le Léman. On y trouve les sources de l'eau minérale "Evian" à la source Cachat au milieu de la ville.

### Climat
Le climat est de type continental montagnard, caractérisé par une humidité marquée. Les hivers sont froids et neigeux et la saison estivale douce avec parfois des épisodes orageux. Les intersaisons (avril et octobre) sont aussi en moyenne relativement humides.
| Mois                                             | jan.       | fév.          | mars         | avril        | mai          | juin         | jui.        | août         | sep.         | oct.         | nov.         | déc.         | année      |
| ------------------------------------------------ | ---------- | ------------- | ------------ | ------------ | ------------ | ------------ | ----------- | ------------ | ------------ | ------------ | ------------ | ------------ | ---------- |
| Température minimale moyenne (°C)                | 0,6        | 0,9           | 3,5          | 6,1          | 10,8         | 14,1         | 16,3        | 16,1         | 12,4         | 9            | 4,3          | 1,3          | 8          |
| Température moyenne (°C)                         | 2,7        | 3,8           | 7,1          | 10,2         | 15,1         | 18,6         | 20,9        | 20,4         | 16           | 11,8         | 6,5          | 3,3          | 11,4       |
| Température maximale moyenne (°C)                | 4,8        | 6,6           | 10,8         | 14,3         | 19,4         | 23,1         | 25,5        | 24,7         | 19,7         | 14,6         | 8,8          | 5,3          | 14,8       |
| Record de froid (°C) date du record              | −8 06.1995 | −10,9 05.2012 | −9,5 01.2005 | −3,5 08.2003 | 1 05.1991    | 6,1 01.2006  | 9,4 07.1990 | 9 29.1998    | 5 26.2002    | −0,5 26.2003 | −4,5 22.1998 | −9,7 20.2009 | −10,9 2012 |
| Record de chaleur (°C) date du record            | 18 12.1993 | 20,8 23.2017  | 22 23.2001   | 25,5 25.2018 | 31,1 13.2015 | 34,5 23.2003 | 36 05.2015  | 36,5 12.2003 | 29,7 23.2018 | 24,6 07.2009 | 19,5 02.2020 | 17,5 20.1993 | 36,5 2003  |
| Précipitations (mm)                              | 67,7       | 61,6          | 70,4         | 89,8         | 107,8        | 111,8        | 112,8       | 110,3        | 104,7        | 109,6        | 96,6         | 85,2         | 1 128,3    |
| dont nombre de jours avec précipitations ≥ 1 mm  | 9,3        | 8,8           | 9,5          | 9,8          | 11,7         | 10,5         | 9,4         | 9,9          | 9,1          | 11,2         | 11,4         | 10,8         | 121,3      |
| dont nombre de jours avec précipitations ≥ 5 mm  | 4,4        | 4,2           | 4,7          | 5,7          | 6,3          | 6,1          | 5,9         | 6,4          | 5,7          | 7            | 5,9          | 5,4          | 67,7       |
| dont nombre de jours avec précipitations ≥ 10 mm | 2,1        | 2,1           | 1,8          | 3,2          | 3,9          | 4,1          | 3,6         | 3,6          | 3,6          | 4,2          | 3,3          | 3,2          | 38,6       |

## Urbanisme

### Typologie
Au 1er janvier 2024, Évian-les-Bains est catégorisée ceinture urbaine, selon la nouvelle grille communale de densité à sept niveaux définie par l'Insee en 2022.
Elle appartient à l'unité urbaine de Thonon-les-Bains, une agglomération intra-départementale regroupant treize  communes, dont elle est une commune de la banlieue,,. Par ailleurs la commune fait partie de l'aire d'attraction de Lausanne (partie française), dont elle est une commune de la couronne,. Cette aire, qui regroupe 3 communes, est catégorisée dans les aires de 200 000 à moins de 700 000 habitants,.
La commune, bordée par un plan d’eau intérieur d’une superficie supérieure à 1 000 hectares, le Léman, est également une commune littorale au sens de la loi du 3 janvier 1986, dite loi littoral. Des dispositions spécifiques d’urbanisme s’y appliquent dès lors afin de préserver les espaces naturels, les sites, les paysages et l’équilibre écologique du littoral, tel le principe d'inconstructibilité, en dehors des espaces urbanisés, sur la bande littorale des 100 mètres, ou plus si le plan local d’urbanisme le prévoit.

### Occupation des sols
L'occupation des sols de la commune, telle qu'elle ressort de la base de données européenne d’occupation biophysique des sols Corine Land Cover (CLC), est marquée par l'importance des territoires artificialisés (84 % en 2018), en augmentation par rapport à 1990 (76,1 %). La répartition détaillée en 2018 est la suivante :
zones urbanisées (79,5 %), forêts (9,3 %), prairies (5,4 %), espaces verts artificialisés, non agricoles (4,5 %), eaux continentales (1,3 %).
L'IGN met par ailleurs à disposition un outil en ligne permettant de comparer l’évolution dans le temps de l’occupation des sols de la commune (ou de territoires à des échelles différentes). Plusieurs époques sont accessibles sous forme de cartes ou photos aériennes : la carte de Cassini (XVIIIe siècle), la carte d'état-major (1820-1866) et la période actuelle (1950 à aujourd'hui).

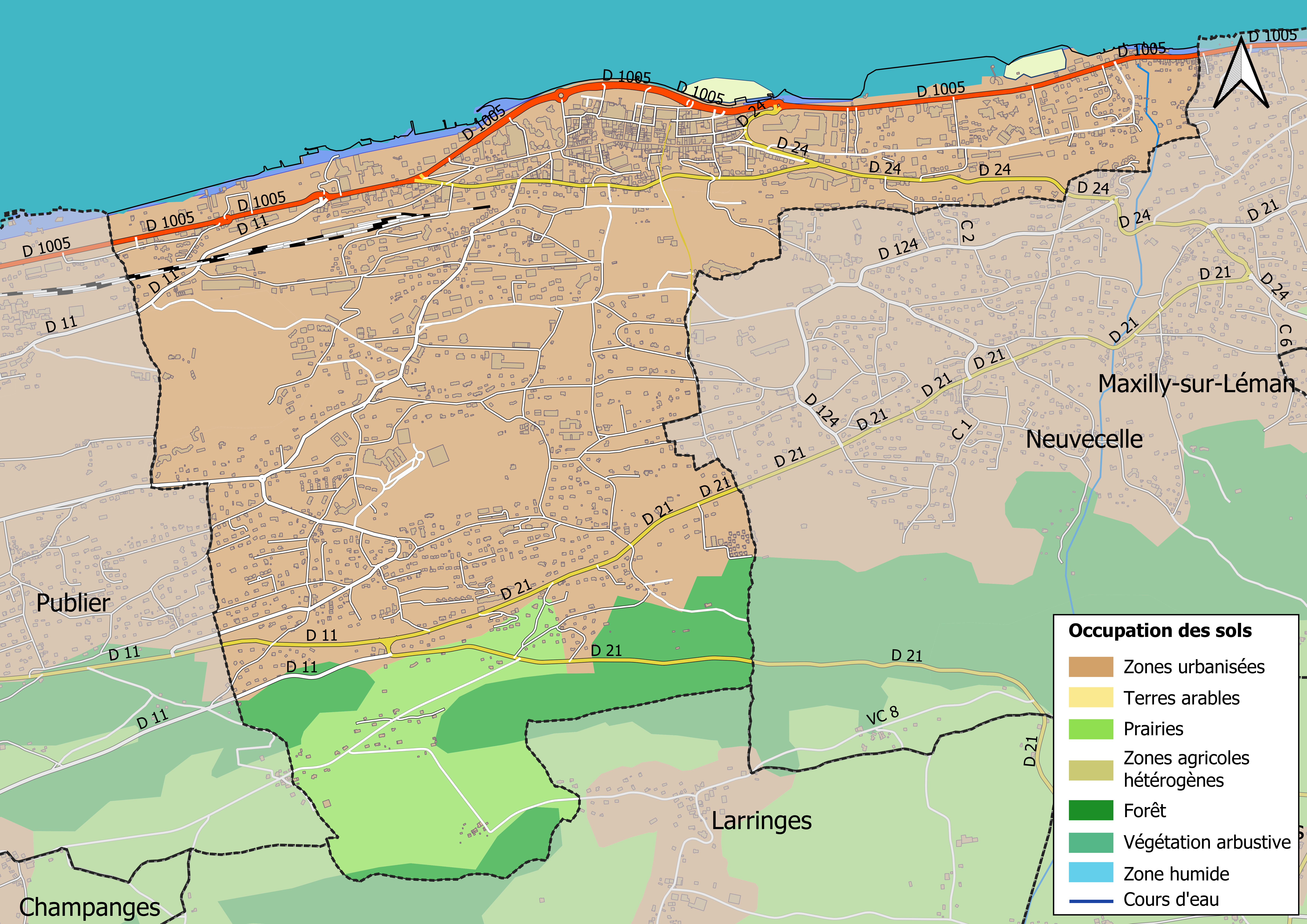
Carte des infrastructures et de l'occupation des sols en 2018 (CLC) de la commune.
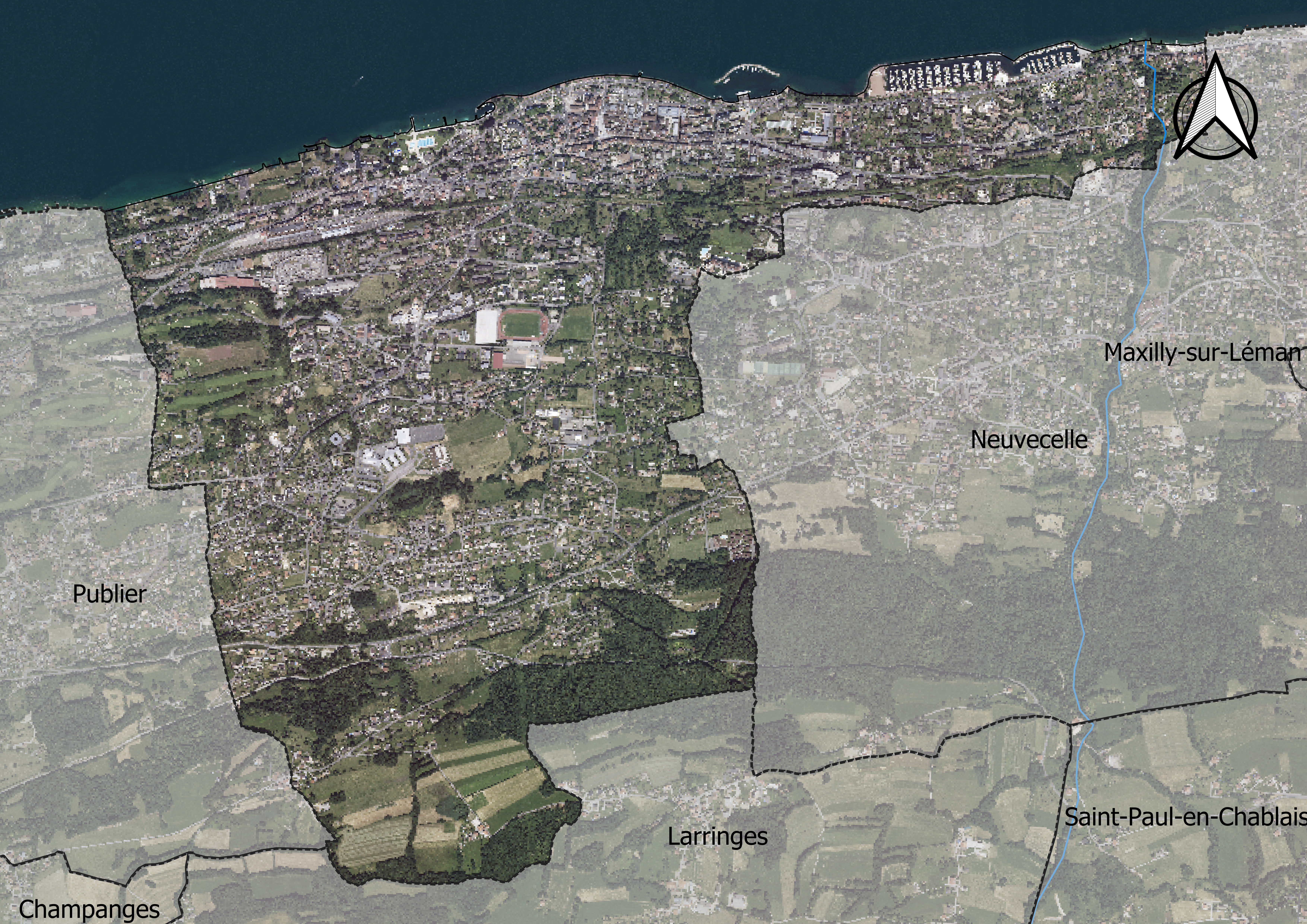
Carte orthophotogrammétrique de la commune.

### Morphologie urbaine
La commune d'Évian-les-Bains comprend plusieurs villages et petits hameaux, entouré de communes de l'agglomération de Thonon.

### Logement
Le nombre total de logements dans la commune est de 4 814. Parmi ces logements, 67,5 % sont des résidences principales, 22,5 % sont des résidences secondaires et 10 % sont des logements vacants. Ces logements sont pour une part de 22,1 % des maisons individuelles, 74,7 % sont des appartements et enfin seulement 3,2 % sont des logements d'un autre type. Le nombre d'habitants propriétaires de leur logement est de 38 %. Ce qui est inférieur à la moyenne nationale qui se monte à près de 55,3 %. Le nombre de locataires est de 56,4 % sur l'ensemble des logements qui est supérieur à la moyenne nationale qui est de 39,8 %. On peut noter également que 5,5 % des habitants de la commune sont des personnes logées gratuitement alors qu'au niveau de l'ensemble de la France le pourcentage est de 4,9 %. Toujours sur l'ensemble des logements de la commune, 6 % sont des studios, 20,5 % sont des logements de deux pièces, 29,4 % en ont trois, 25,6 % des logements disposent de quatre pièces, et 18,4 % des logements ont cinq pièces ou plus.

### Voies de communication et transports

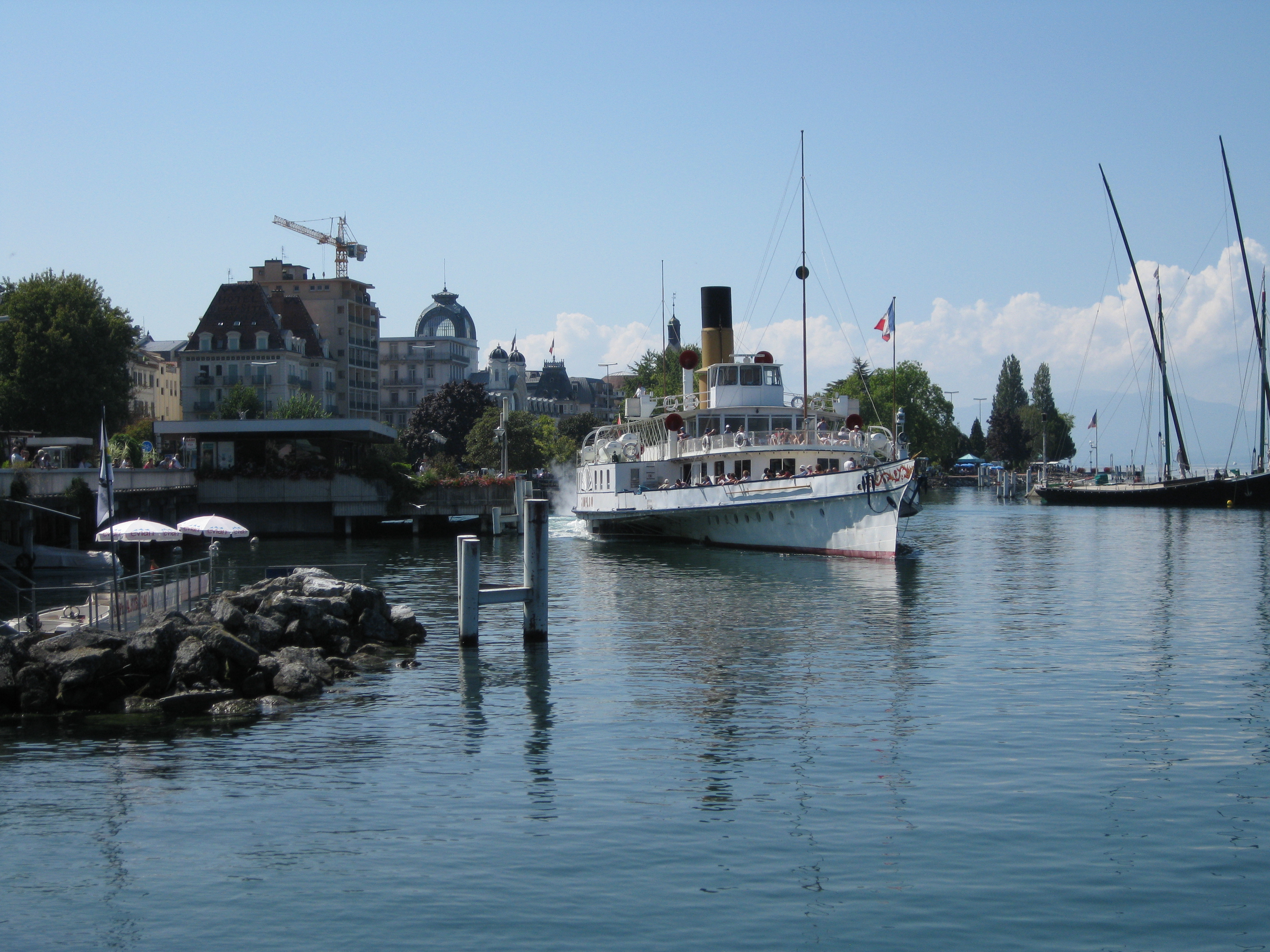
Le port d'Évian-les-Bains.

#### Transport par voie routière
Évian-les-Bains est accessible par l'autoroute A40, sortie no 14 à Annemasse ou sortie no 15 à Nangy puis la route départementale D1206 qui dessert Douvaine puis la route départementale D1005 direction Thonon-les-Bains et Évian-les-Bains. Cette dernière est un ancien tronçon de la route nationale 5, déclassé le 1er janvier 2007.
Évian-les-Bains est desservi par le réseau de bus ÉVA'D organisé par la communauté de communes Pays d'Évian Vallée d'Abondance. La partie urbaine est constituée des lignes H, J, L et P relient plusieurs communes de l'arrondissement de Thonon en passant par Évian-les-Bains et la partie périurbaine des lignes 121, 122, 123, 124 et 131. La ligne 123 dessert Thonon à Féternes en passant par Évian, de même que les lignes 124 et 131 qui relient respectivement Bernex à Thonon et Saint-Gingolph à Thonon en passant par Évian.
La ligne 141 des transports en commun de Thonon-les-Bains (réseau Star't) dessert aussi Évian.
Les navettes Évian-Thollon-les-Mémises et Évian-Bernex fonctionnent toute l'année. L'hiver : tous les jours pendant les vacances scolaires et les mercredis, samedis et dimanches hors vacances scolaires. L'été : tous les jours en juillet-août et les samedis et dimanches en juin-septembre.
Une station de taxis est présente aux abords du port de commerce.

#### Voies navigables
Le port d’Évian, sur le Léman, accueille notamment :
- les navires de la Compagnie générale de navigation sur le lac Léman (CGN, compagnie suisse ayant l'exclusivité de l'exploitation), qui font la liaison avec Thonon-les-Bains ou Lausanne ;
- La Savoie[13], une des cinq barques de Meillerie naviguant aujourd’hui, longue de 35 m et à deux mâts.

#### Pistes cyclables
Le long de la traversée d'Évian, entre Neuvecelle et Publier, les cyclistes disposent d'une bande cyclable sur la RD1005. Cet itinéraire fait partie du projet d'aménagement cyclable ViaRhôna qui devrait à terme relier le Léman à la Méditerranée.

#### Transport ferroviaire

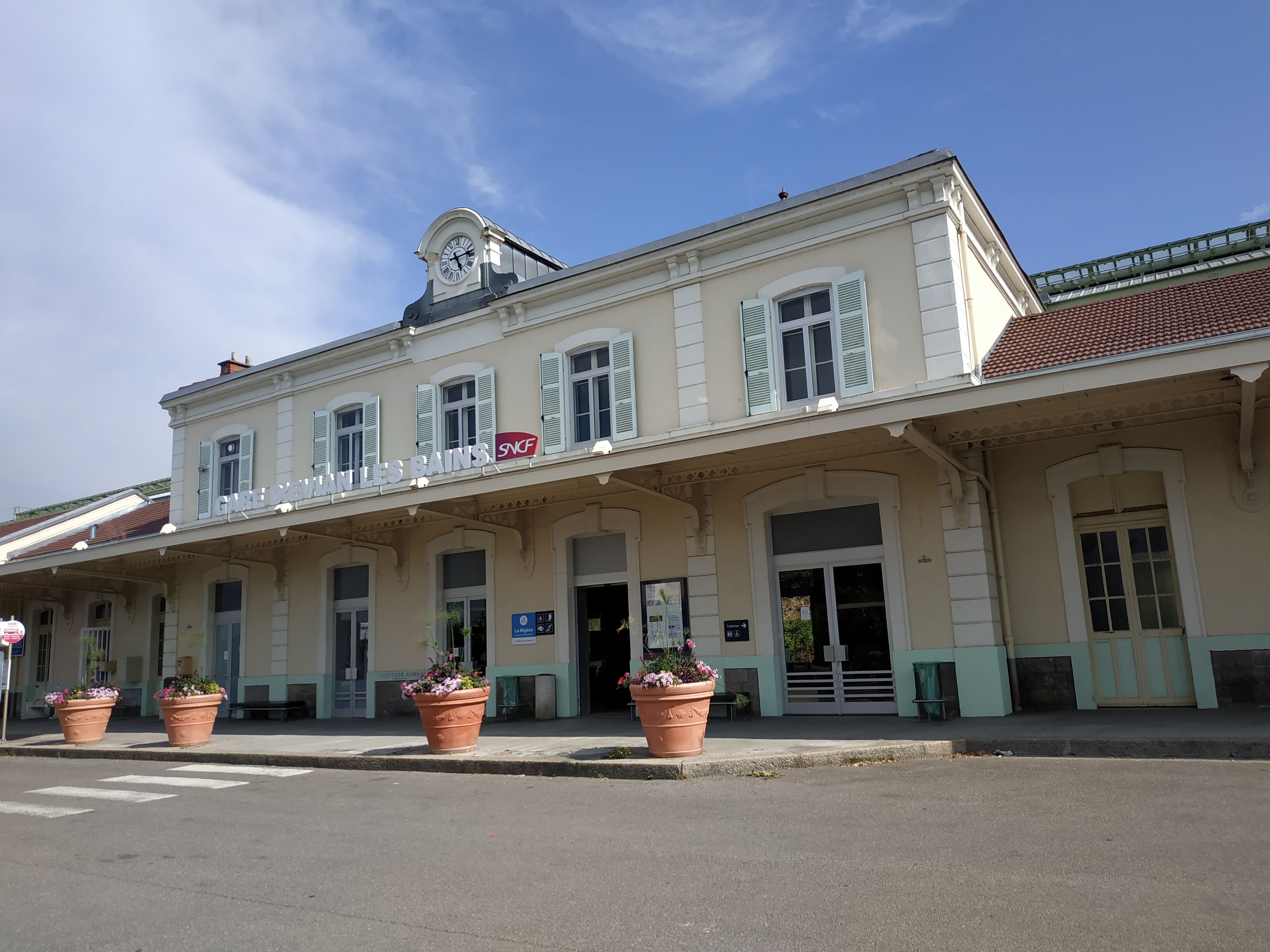
Gare SNCF.

La gare d'Évian-les-Bains est une gare ferroviaire française de la ligne de Longeray-Léaz au Bouveret entre la gare ouverte de Thonon-les-Bains et la gare fermée des Bains-d'Évian. Elle est desservie :
- de la ligne L1 du Léman Express sur la relation Coppet ↔ Évian-les-Bains via Genève-Cornavin, Annemasse et Thonon-les-Bains[15];
- par la ligne 03 du réseauTER Auvergne-Rhône-Alpes sur la relation Lyon ↔ Bellegarde ↔ Évian-les-Bains via Annemasse et Thonon-les-Bains

Tous les vendredis, samedis, dimanches et jours fériés, la gare est le terminus des TGV inOui (desserte renforcée l'hiver pour les stations des portes du soleil et pour d'autres stations du massif du Chablais) sur la relation:
- Paris-Gare-de-Lyon ↔ Évian-les-Bains via Mâcon-Loché-TGV, Bourg-en-Bresse, Bellegarde, Annemasse et Thonon-les-Bains.

La ligne du Tonkin, qui circulait entre les communes suisses de Saint-Maurice et Genève via la France, n’est plus en service depuis 1998 sur le tronçon français entre Évian-les-Bains et le village-frontière de Saint-Gingolph. Un projet de réouverture est en cours.

#### Transports aériens
- Aéroport international de Genève-Cointrin en Suisse.
- Héliport de l’hôtel Evian Resort.

## Toponymie
Le nom d'Évian-les-Bains est composé du toponyme Évian et du déterminant complémentaire -les-Bains, qui fait référence à une ville station thermale. Le nom de la commune devient officiellement Évian-les-Bains par décret du 28 janvier 1865.
La première mention de la paroisse remonte à 1150 sous la forme latinisée Aquianum. Vingt ans plus tard, un document donne Eviano. Vers 1344, on trouve la forme Aquiano dans Cura de Aquiano. Ensuite, la forme Evian reste en usage jusqu'en 1865.
Selon les toponymistes, Évian remonte à une forme bas latine *Aquianu, c'est-à-dire aqua « eau » + suffixe -ianu(m) ou franco-provençal Evi-an (< *Eve-an), cas régime de eve « eau » et désignant un « lieu où il y a de l'eau ». Aqua a régulièrement donné le mot eau en français par l'intermédiaire des formes eve, ewe en ancien français et eve en franco-provençal. En toponymie, il se superpose à son homonyme celtique (gaulois) ava, eva ou eve, en fait *aba (cf. vieil irlandais ab, aub, génitif abae « rivière »; il s'agit sans doute du radical indo-européen *ab-, *ap- de genre animé désignant « les eaux »). Tandis qu’évier est issu d'*AQUARIU (*aquarium pour aquarius).
En francoprovençal, le nom de la commune s'écrit Évyan (graphie de Conflans) ou Èvian / L’Èvian (ORB).

## Histoire

### Antiquité
Située sur le trajet de pèlerinages en direction de l'abbaye territoriale de Saint-Maurice d'Agaune, Évian aurait été tout d'abord une halte, notamment grâce à son port. Elle fut une des cités de l'ancien duché de Savoie et de la province du Chablais. Elle fut notamment une des résidences des ducs de Savoie.
Un historien, M. de Valois, mentionne des sources selon lesquelles la cité d'Épaone, rendue célèbre en 517, aurait été la même qu'Évian. Il indique dans son ouvrage que lorsque Sigismond accède au trône après s’être converti au catholicisme, les évêques se réunissent en concile d'Épaone, sur les bords du Léman, en Chablais, là où se trouve aujourd’hui Évian.

### Moyen Âge
Selon une étude de 2012, la vague du tsunami de 563 aurait eu à Évian (Épaone) une hauteur de 8 m,.
En 1265, le comte Pierre II de Savoie concède à la cité une charte de franchises : concedimus hominibus de Aquiano, qui modo, sunt in dicta villa et pro tempore erunt, libertates et franchesias infrascriptas. L'acte de 1265 mentionne un marché qui était déjà établi dans la ville et crée à l'occasion une foire. En 1279, son successeur et frère Philippe Ier complète la charte en accordant le « droit d'élire quatre prud'hommes ». En 1285, leur neveu, le comte Amédée V, donne des bois auxquels ils associent des droits d'exploitation, puis trois ans plus tard des droits relatifs au commerce de la pêche. Le même Amédée V crée la ville neuve de la Touvière, reliée à la vieille ville par une porte, dans les premières années du XIVe siècle en rachetant des terres agricoles.
De 1536 à 1569, la ville, chef-lieu du bailliage d'Evian, est sous domination valaisanne. Elle est rendue à la Savoie par le traité de Thonon.
La ville va se développer entre le XIe et le XIVe siècle avant de rentrer en sommeil et de connaître un nouvel âge d'or aux XIXe et XXe siècles, grâce au développement du thermalisme.

### Révolution française et Empire
Les quelques sources qui font surface à Évian sont encore très peu connues à l'époque de la Révolution française. Analysée en 1807 et en 1808, l'eau d'Évian démontre des qualités pour le traitement des voies urinaires. L'accès à Évian est facilité par la création de son port, puis le passage de la route nationale 5 qui relie Paris à Milan (1809).

### Époque contemporaine

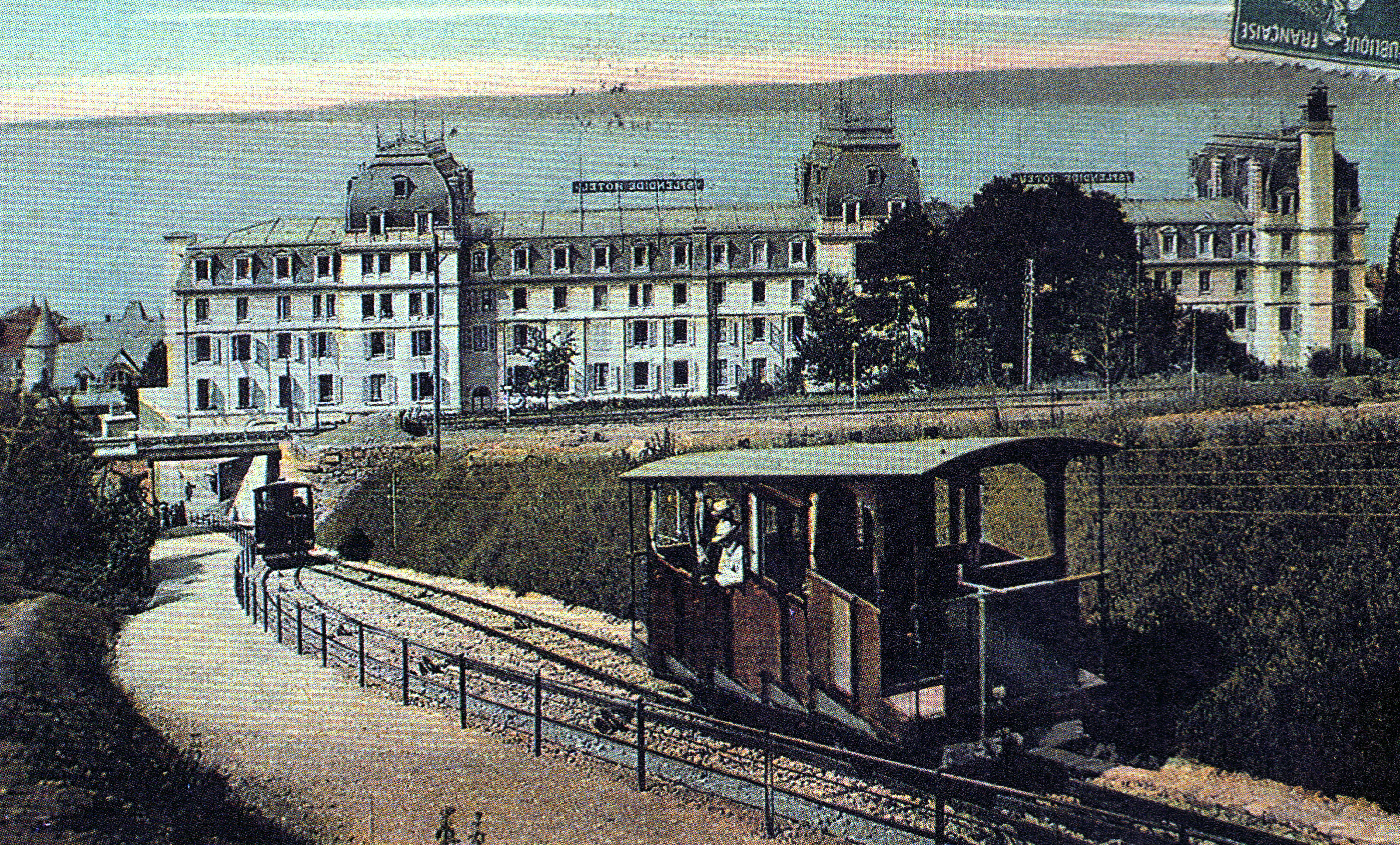
Le Grand Hôtel des Bains devenu le Splendide Hôtel, et le funiculaire

Un Genevois, M. Fauconnet, fonde la Société des eaux minérales d'Évian en 1823. Il acquiert les deux sources dont la plus connue, la source dénommée Cachat, du nom de la famille qui les cède, le 16 mars 1827. La société de M. Fauconnet, après avoir fait faillite, est reprise en 1859 et l'on construit l'Hôtel des Bains. Viennent s'ajouter plusieurs autres établissements, l'hôtel des Quatre Saisons, l'hôtel de France, l'hôtel des Alpes, etc. Le cadre offert par la proximité du lac permet diverses attractions (promenades en canots, balades, etc.).
La Société anonyme des Eaux minérales de Cachat, créée le 9 décembre 1859 par des investisseurs parisiens, assure la vente de l'eau d'Évian. Dès l'année suivante la société Cachat inaugure l'Hôtel des Bains, le premier établissement de luxe d'Évian, renommé le Grand Hôtel des Bains.
Lors des débats sur l'avenir du duché de Savoie, en 1860, la population est sensible à l'idée d'une union de la partie nord du duché à la Suisse. Une pétition circule dans cette partie du pays (Chablais, Faucigny, Nord du Genevois) et réunit plus de 13 600 signatures, dont 280 dans le village,. Le duché est réuni à la suite d'un plébiscite organisé les 22 et 23 avril 1860 où 99,8 % des Savoyards répondent « oui » à la question « La Savoie veut-elle être réunie à la France ? ».

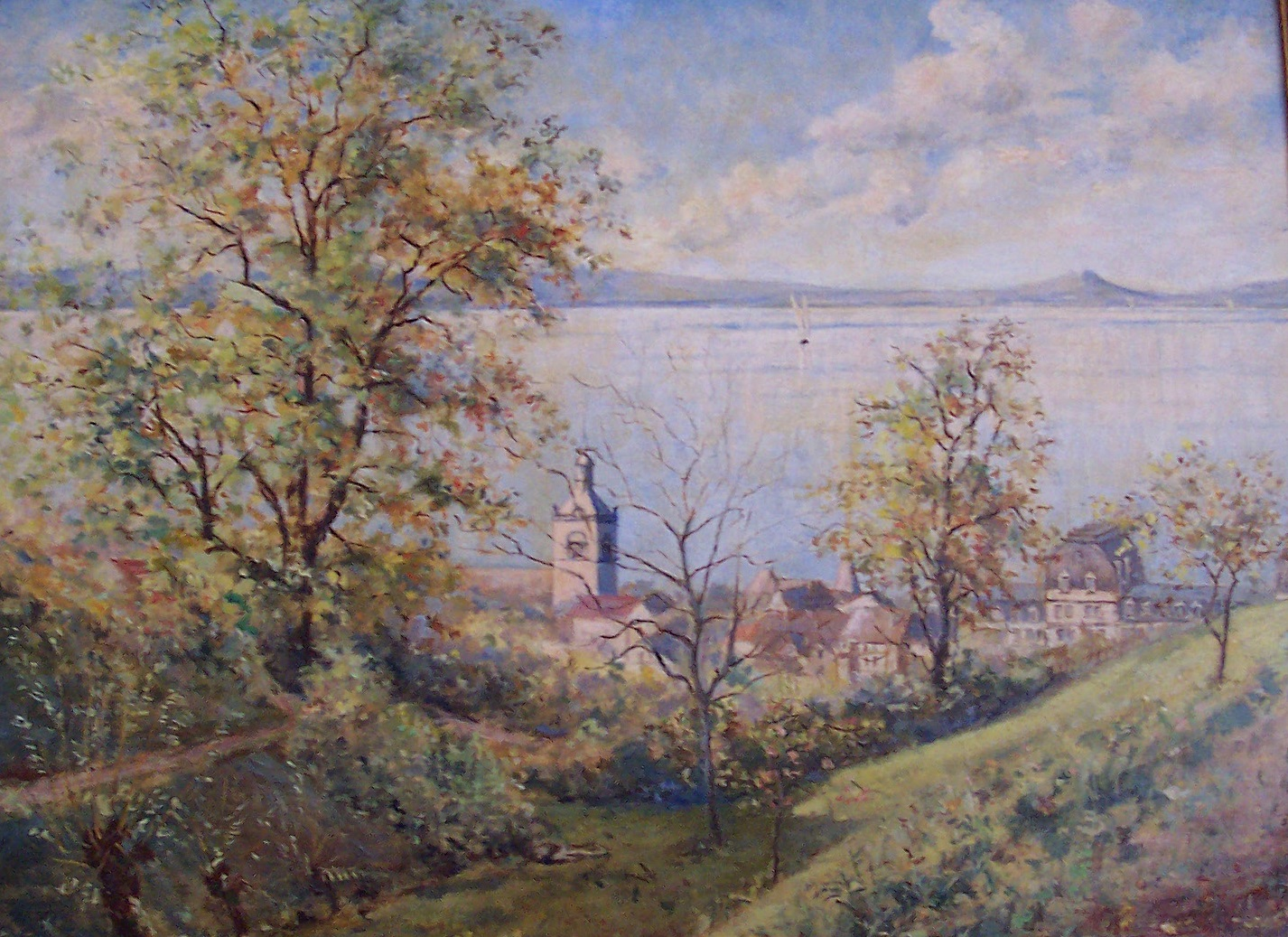
Évian. Tableau de Charles Favre, fin du XIXe siècle.

Le 28 janvier 1865, la petite ville des bords du Léman (2 200 habitants) affiche sa nouvelle vocation en devenant Évian-les-Bains. Plusieurs sources suivent la principale, la source Cachat, et offrent leurs services : Guillot, Bonnevie, Corporau. Les expériences et l'utilisation de l'eau permettent de confirmer ses propriétés et de préciser les modes d'administration. En même temps que la Troisième République s'installe, les voies de communication, route et voie ferrée, permettent le développement du tourisme et l'accès à la station thermale.
Agrandi entre 1897 et 1898 d'un étage, d'une aile et de trois coupoles, par l'architecte Ernest Brunnarius, le Grand Hôtel des Bains est renommé le Splendide Hôtel, et propose désormais 200 chambres accessibles par ascenseur. Un tramway le dessert depuis la gare ferroviaire pendant 10 ans jusqu'à l'ouverture du funiculaire. Le Splendide est l'un des 20 hôtels construits pour permettre d'accroître la capacité d'accueil de la ville.

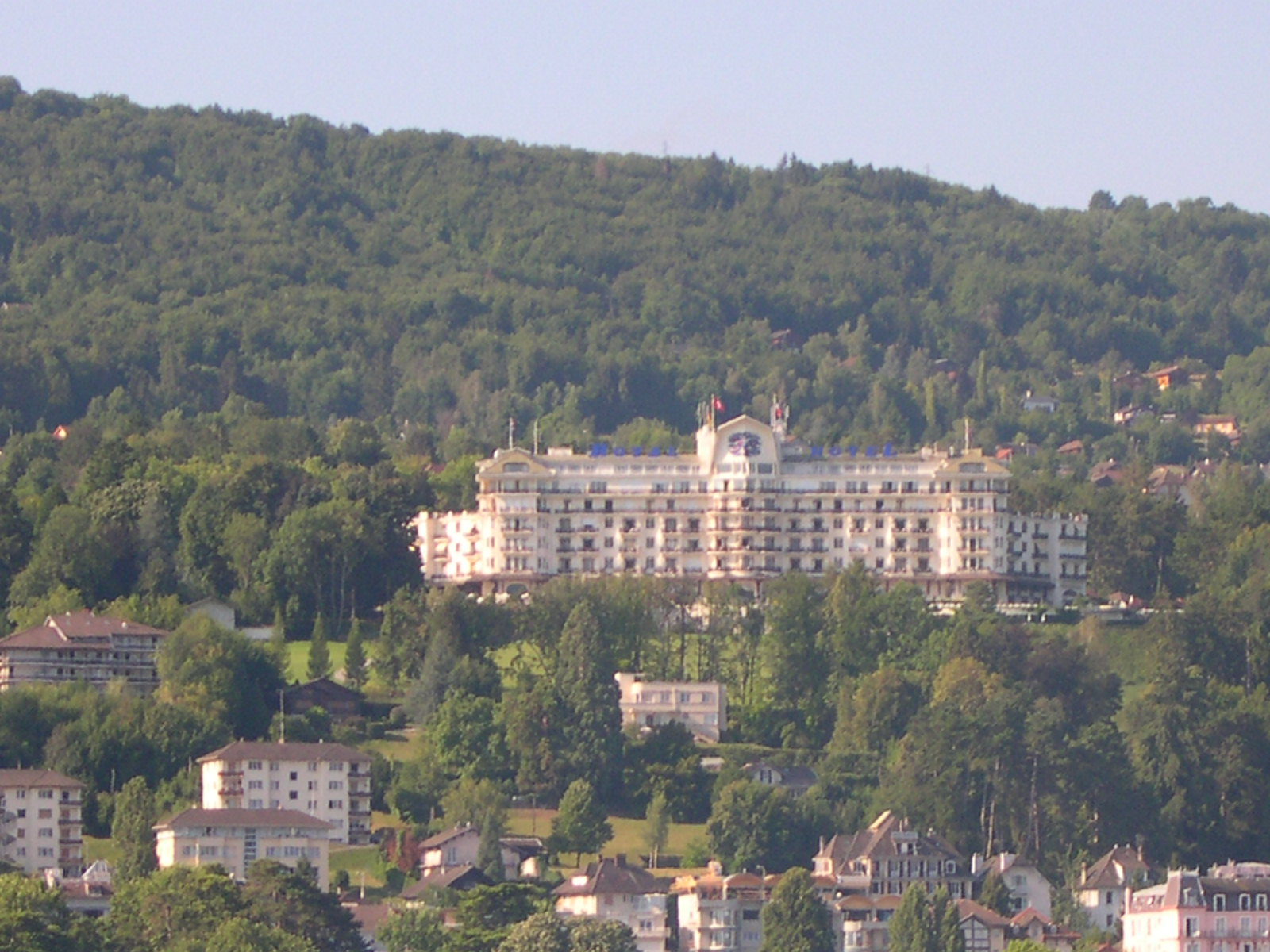
L'hôtel Royal vu du lac.

Auguste Rodin réalise à la demande du Baron Vitta, habitant Évian, quatre œuvres pour la Villa La Sapinière : deux frontons en pierre au-dessus des portes, ainsi que deux splendides jardinières ornées de génies enfants.
L'architecte Hébrard dessine pour la société des Eaux minérales un des plus remarquables hôtels de l'époque, l'hôtel Royal ouvert en (1907). De nombreuses villas sont également construites et bordent le lac. Un théâtre et le casino (dessiné également par Hébrard et construit par Jules Clerc (1883-1885)) occupent les curistes et les écrivains de l'époque (Anna de Noailles, Frédéric Mistral, Marcel Proust). La ville gagne du terrain en aménageant un quai sur le lac. L'établissement thermal, enfin, est construit à proximité de la résidence des frères Lumière (1902), laquelle fut transformée en Hôtel de ville.

#### Entre-deux-guerres
Une population touristique internationale fréquente Évian entre les deux guerres. De nombreuses têtes couronnées, des écrivains et personnes mondaines sont aperçues dans la ville (l’Aga Khan III, le maharadjah de Kapurthala, le président français Albert Lebrun…). Le Tour de France cycliste y fait également halte à plusieurs reprises, le premier départ en province de la Grande Boucle est donné à Évian (1926).
En 1929 la mairie décide de construire, en plein centre-ville, un gymnase et des bains-douches municipaux et gratuits pour la population avec piscine. Le bâtiment a été dessiné par l'architecte Henri Jacobi et inauguré en 1933. La salle en haut jouait le rôle de salle polyvalente et y accueillit de nombreuses réunions et festivités jusqu'en 1956 et l'inauguration du nouveau Palais des Congrès. Le bâtiment a été utilisé par le club de Gymnastique (1933-2015), de Judo (1965-1983) et de boxe. Le bâtiment a été démoli en décembre 2020 dans le cadre du projet immobilier du Carré Saillet.
En juillet 1938, se tient à Évian une conférence initiée par le président américain Franklin Roosevelt pour traiter de la question de l'afflux de réfugiés, principalement juifs, fuyant le régime nazi en Allemagne et en Autriche récemment annexée. La conférence d'Évian réunit une trentaine de délégations internationales à l'hôtel Royal.

#### Seconde Guerre mondiale
Le Splendide Hôtel est transformé en hôpital militaire par les Allemands. Il fut détruit en 1983.

#### Évian après la Seconde Guerre mondiale
Après la guerre, l'activité hôtelière redevient florissante jusqu'en 1950, mais la Seconde Guerre mondiale a démodé le thermalisme et détourné de nombreux touristes vers d'autres destinations. Les hôtels sont transformés en résidences, la fréquentation baisse et la renommée s'estompe.
Le 18 mars 1962, les accords d'Évian, après des négociations dans ce lieu, ont été signés entre les représentants du Front de libération nationale algérien et ceux du gouvernement français, préparant l'indépendance de l'Algérie. Cet événement permet à la station d'exister à nouveau, sous l'impulsion de Camille Blanc, maire de l'époque ; il est assassiné dans la nuit du 30 au 31 mars 1961, attentat attribué à l'OAS qui faisait pression pour que les négociations entre les deux parties ne se déroulent pas à Évian.
Fin 1975, le Splendide Hôtel ferme définitivement ses portes après dix années de déficits. Squatté, le bâtiment dépérit et la Société des Eaux finit par le faire démolir en 1983. À sa place est aménagé un parc.
Évian-les-Bains a accueilli le sommet du G8, du 1er au 3 juin 2003.
Le 8 février 2007, le ministre du Tourisme, Léon Bertrand, inaugure la partie congrès du palais Lumière.
Évian-les-Bains doit accueillir le sommet du G7 en juin 2026.

## Politique et administration

### Liste des maires
| Période                                  | Période                 | Identité                        | Étiquette             | Qualité |
| ---------------------------------------- | ----------------------- | ------------------------------- | --------------------- | --- |
| Les données manquantes sont à compléter. |                         |                                 |                       | |
| 1793                                     |                         | Philippe de Blonay              |                       | Baron |
| 1811                                     |                         | Joseph Bugniet                  |                       | [ 38 ] |
| 1814                                     |                         | Louis François de Blonay        |                       | Baron |
| 1860                                     | 1869                    | Gaspard Folliet                 |                       | |
| 1869                                     | 1878                    | Louis Joseph Ennemond de Blonay |                       | Baron |
| 1879                                     | 1881                    | Edouard Andrier                 |                       | notaire |
| 1882                                     | 1884                    | Eugène Briguet                  |                       | |
| 1884                                     | 1889                    | Albert Duplan                   |                       | |
| 1889                                     | 1892                    | Grivel François                 |                       | |
| 1892                                     | 1900                    | Charles Albert Besson           |                       | |
| 1900                                     | 1908                    | Michel Richard                  |                       | |
| 1908                                     | 1910                    | Jean Giletto                    |                       | |
| 1910                                     | 1912                    | Grivel François                 |                       | |
| 1912                                     | 1916                    | Charles Clerc                   |                       | notaire |
| 1916                                     | 1919                    | Jacques Goy                     |                       | faisant fonction |
| 1919                                     | 1925                    | Jacques Goy                     |                       | |
| 1925                                     | 1929                    | Gustave Goy                     |                       | |
| 1929                                     | 1939                    | Paul Léger                      | SFIO                  | |
| 1939                                     | 1941                    | Jean Léger                      |                       | |
| 1941                                     | 1944                    | Pierre Baud                     |                       | |
| 1944                                     | 1945                    | Jean Léger                      |                       | |
| 1945                                     | mars 1961 (décès)       | Camille Blanc                   | SFIO                  | Hôtelier, ancien Résistant, assassiné par l'OAS |
| mars 1961                                | mars 1971               | Jean Combet                     | SFIO puis PS puis DVG | Ancien Résistant, secrétaire général de mairie Conseiller général du canton d'Évian-les-Bains (1964 → 1982) |
| mars 1971                                | mars 1977               | Jacques Foch                    |                       | |
| mars 1977                                | juin 1995               | Henri Buet                      | DVG                   | Retraité de la police |
| juin 1995                                | 26 octobre 2018 (décès) | Marc Francina                   | RPR puis UMP-LR       | Conseiller financier et bancaire retraité Député de la 5e circonscription de la Haute-Savoie (2003 → 2017) Conseiller général du canton d'Évian-les-Bains (1982 → 2003) Président de la CC du Pays d'Évian (2005 → 2008) |
| 10 novembre 2018                         | En cours                | Josiane Lei                     | LR                    | Infirmière Conseillère départementale du canton d'Évian-les-Bains (depuis 2015) Présidente de la CC du Pays d'Évian (depuis 2014) Réélue pour le mandat 2020-2026                                                        |

### Politique environnementale
La ville participe au programme mondial Agenda 2030 qui fixe dix-sept objectifs de développement durable. Ainsi, Évian s'engage à déployer des panneaux solaires, créer un réseau de chaleur sur les Hauts d'Évian, améliorer la performance énergétique de l'éclairage public, garantir plus d'espaces naturels dans le nouveau P.L.U. ou encore développer la biodiversité.

### Jumelages
Au 12 août 2014, les différents jumelages ou coopérations décentralisés de la ville sont :
- Neckargemünd (Allemagne) depuis 1971 ;
- Benicassim (Espagne) depuis 1991 ;
- Izumo (Japon) depuis 2002 (charte de relations culturelles) ;
- Yamanakako (Japon) depuis 2017 (charte d’amitié).

La commune a par ailleurs signé en 2000 un contrat de partenariat dans le domaine de la santé avec la commune russe d'Irkoutsk.

## Population et société

### Démographie

#### Évolution démographique
Ses habitants sont les Évianaises et les Évianais.
L'évolution du nombre d'habitants est connue à travers les recensements de la population effectués dans la commune depuis 1793. Pour les communes de moins de 10 000 habitants, une enquête de recensement portant sur toute la population est réalisée tous les cinq ans, les populations de référence des années intermédiaires étant quant à elles estimées par interpolation ou extrapolation. Pour la commune, le premier recensement exhaustif entrant dans le cadre du nouveau dispositif a été réalisé en 2005.

En 2022, la commune comptait 9 224 habitants, en évolution de +1,65 % par rapport à 2016 (Haute-Savoie : +6,01 %, France hors Mayotte : +2,11 %).
| 1793  | 1800  | 1806  | 1822  | 1838  | 1848  | 1858  | 1861  | 1866  |
| ----- | ----- | ----- | ----- | ----- | ----- | ----- | ----- | ----- |
| 1 650 | 1 523 | 1 549 | 1 832 | 2 084 | 2 210 | 2 210 | 2 240 | 2 450 |

| 1872  | 1876  | 1881  | 1886  | 1891  | 1896  | 1901  | 1906  | 1911  |
| ----- | ----- | ----- | ----- | ----- | ----- | ----- | ----- | ----- |
| 2 476 | 2 553 | 2 913 | 3 149 | 2 777 | 2 831 | 3 105 | 3 112 | 3 271 |

| 1921  | 1926  | 1931  | 1936  | 1946  | 1954  | 1962  | 1968  | 1975  |
| ----- | ----- | ----- | ----- | ----- | ----- | ----- | ----- | ----- |
| 3 125 | 3 235 | 3 682 | 3 502 | 3 591 | 4 353 | 5 150 | 5 863 | 6 026 |

| 1982  | 1990  | 1999  | 2005  | 2006  | 2010  | 2015  | 2020  | 2022  |
| ----- | ----- | ----- | ----- | ----- | ----- | ----- | ----- | ----- |
| 6 018 | 6 895 | 7 273 | 7 787 | 7 797 | 8 142 | 8 968 | 9 117 | 9 224 |

#### Pyramide des âges
En 2018, le taux de personnes d'un âge inférieur à 30 ans s'élève à 32,5 %, soit en dessous de la moyenne départementale (35,9 %). À l'inverse, le taux de personnes d'âge supérieur à 60 ans est de 26,8 % la même année, alors qu'il est de 22,1 % au niveau départemental.
En 2018, la commune comptait 4 334 hommes pour 4 766 femmes, soit un taux de 52,37 % de femmes, légèrement supérieur au taux départemental (50,80 %).
Les pyramides des âges de la commune et du département s'établissent comme suit.
| Hommes | Classe d’âge | Femmes |
| ------ | ------------ | ------ |
| 0,9    | 90 ou +      | 3,1    |
| 8,0    | 75-89 ans    | 10,5   |
| 14,2   | 60-74 ans    | 16,7   |
| 18,7   | 45-59 ans    | 19,4   |
| 23,7   | 30-44 ans    | 19,7   |
| 16,8   | 15-29 ans    | 15,9   |
| 17,6   | 0-14 ans     | 14,8   |

| Hommes | Classe d’âge | Femmes |
| ------ | ------------ | ------ |
| 0,6    | 90 ou +      | 1,4    |
| 5,9    | 75-89 ans    | 7,9    |
| 14,2   | 60-74 ans    | 15,3   |
| 20,7   | 45-59 ans    | 20,3   |
| 21,8   | 30-44 ans    | 21,4   |
| 17,4   | 15-29 ans    | 15,6   |
| 19,5   | 0-14 ans     | 18     |

#### Ménages
Le nombre total de ménages à Évian-les-Bains est de 3 248. Ces ménages ne sont pas tous égaux en nombre d’individus. Certains de ces ménages comportent une personne, d’autres deux, trois, quatre, cinq voire plus de six personnes. Voici ci-dessous, les données en pourcentage de la répartition de ces ménages par rapport au nombre total de ménages.
| Ménages de :                | 1 personne | 2 pers. | 3 pers. | 4 pers. | 5 pers. | 6 pers. ou + |
| --------------------------- | ---------- | ------- | ------- | ------- | ------- | ------------ |
| Évian-les-Bains             | 37,7 %     | 30,1 %  | 14,9 %  | 12,6 %  | 3,5 %   | 1,3 %        |
| Moyenne Nationale           | 31 %       | 31,1 %  | 16,2 %  | 13,8 %  | 5,5 %   | 2,4 %        |
| Sources des données : INSEE |            |         |         |         |         |              |

### Enseignement
La commune relève de l’académie de Grenoble.
- École de la Détanche.
- École des Hauts-d’Évian.
- École du Centre.
- École du Mur-Blanc.
- Établissement privé Saint-Bruno.
- Collège public Les-Rives-du-Léman.
- Collège privé Saint-Bruno.
- Lycée Anna-de-Noailles

### Manifestations culturelles et festivités
- Jazz à La Grange, festival de jazz se tenant à La Grange au Lac en décembre ;
- Festival des Musiques et Instruments rares ayant lieu tous les deux ans ;
- Fête de la Musique le 21 juin ;
- Rencontres musicales d'Évian, festival international de musique classique, se tenant à La Grange au Lac en juillet ;
- L'Académie musicale d'Évian et son Festival (juillet) ;
- Feux d’artifice, le 14 juillet (fête nationale) et le 15 août (libération d’Évian) ;
- Scènes estivales (Théâtres et concerts) (août) ;
- Rallye Famille (août) ;
- Evian Tattoo Show, tatoueurs venus du monde entier (octobre) ;
- Expositions temporaires au palais Lumière, toute l’année ;
- Le Fabuleux Village ou La légende des flottins (manifestation hivernale de mise en scène de contes par des sculptures en bois).
- Marathon du piano, marathon des pianistes & des pâtissiers, de grands chefs pâtissiers réalisent une recette illustrée par des moments musicaux au piano[50].

### Sports et loisirs
- Grand Prix du Championnat du monde de Formule 1 motonautique  2016, 2017, 2018, 2019[51]
- Sur le parcours de golf Evian Resort Golf Club le tournoi de golf féminin Evian Masters qui débute en 1994, a laissé place au 5e Major de golf féminin en 2013 The Evian Championship. Ce tournoi fait partie du Grand Chelem du LPGA Tour.
- Le club d’aviron fut connu par Samuel Barathay (champion du monde senior en 1993 en deux de couple associé à Yves Lamarque).
- Club subaquatique d'Évian, créé en 1966[52]
- Durant l'Euro 2016, la ville a accueilli Équipe d'Allemagne de football
- Coupe des Alpes: 200 voitures de rallye des années 1950 à 80 partent d'Evian pour rejoindre la Méditerranée.
- Bureau des guides d'Evian Alp'Evianature regroupant onze professionnels avec le brevet d'état d'accompagnateur en montagne: randonnée à thème, balade en raquettes, soirées fondue, VTT, randonnée adaptée handisport, marche nordique, découverte de la faune et de la flore, kayak, patrimoine, Géopark, astronomie, yoga, plantes culinaires, parcours d'orientation, contes et légendes...
- Promenade, baignade, pique-nique dans le parc Dollfus; promenade, roller, vélo, trottinette, aires de jeux pour enfants, sur les quais.
- Randonnées équestres au Manège Equi'libre Evian: école d'équitation, balades, chevaux en pension, poney-club, jeux équestres et stages.
- Piscine, plages, thermes, ski nautique, aviron, canoë-kayak, voile, paddle, pédalo, mini-golf, skateparc, MJC, casino, cinéma, médiathèque, marchés, croisières, locations de bateaux au port de commerce, port de plaisance d'Evian.

### Médias

#### Radios et télévisions
La commune est couverte par des antennes locales de radios dont France Bleu Pays de Savoie, ODS Radio, La Radio Plus et depuis 2015 la web radio Thonon Alpes Radio. Enfin, la chaîne de télévision locale TV8 Mont-Blanc diffuse des émissions sur les pays de Savoie. Régulièrement, l'émission La Place du village expose la vie locale. France 3 et sa station régionale France 3 Alpes peuvent parfois relater les faits de vie de la commune.

#### Presse et magazines
La presse écrite locale est représentée par des titres comme Le Dauphiné libéré, L'Essor savoyard, Le Messager - édition Chablais, le Courrier savoyard.

## Économie

### Revenus de la population et fiscalité
En 2010, le revenu fiscal médian par ménage était de 29 556 €.

### Emploi
Le taux de chômage, en 1999, pour la commune s'élève à 12,3 %, avec un nombre total de 423 chômeurs. Le taux d'activité entre 20 et 59 ans s'établit à 86 % ce qui est supérieur à la moyenne nationale qui est de 82,2 %. On comptait 47,4 % d'actifs contre 18,2 % de retraités dont le nombre est égal à la moyenne nationale (18,2 %). Il y avait 22,5 % de jeunes scolarisés et 11,9 % de personnes sans activité.
|                             | Agriculteurs | Artisans, commerçants, chefs d'entreprise | Cadres, professions intellectuelles | Professions intermédiaires | Employés | Ouvriers |
| --------------------------- | ------------ | ----------------------------------------- | ----------------------------------- | -------------------------- | -------- | -------- |
| Évian-les-Bains             | 0,5 %        | 7,2 %                                     | 10,3 %                              | 18,5 %                     | 37 %     | 26,5 %   |
| Moyenne nationale           | 2,4 %        | 6,4 %                                     | 12,1 %                              | 22,1 %                     | 29,9 %   | 27,1 %   |
| Sources des données : INSEE |              |                                           |                                     |                            |          |          |

### Entreprises de l'agglomération

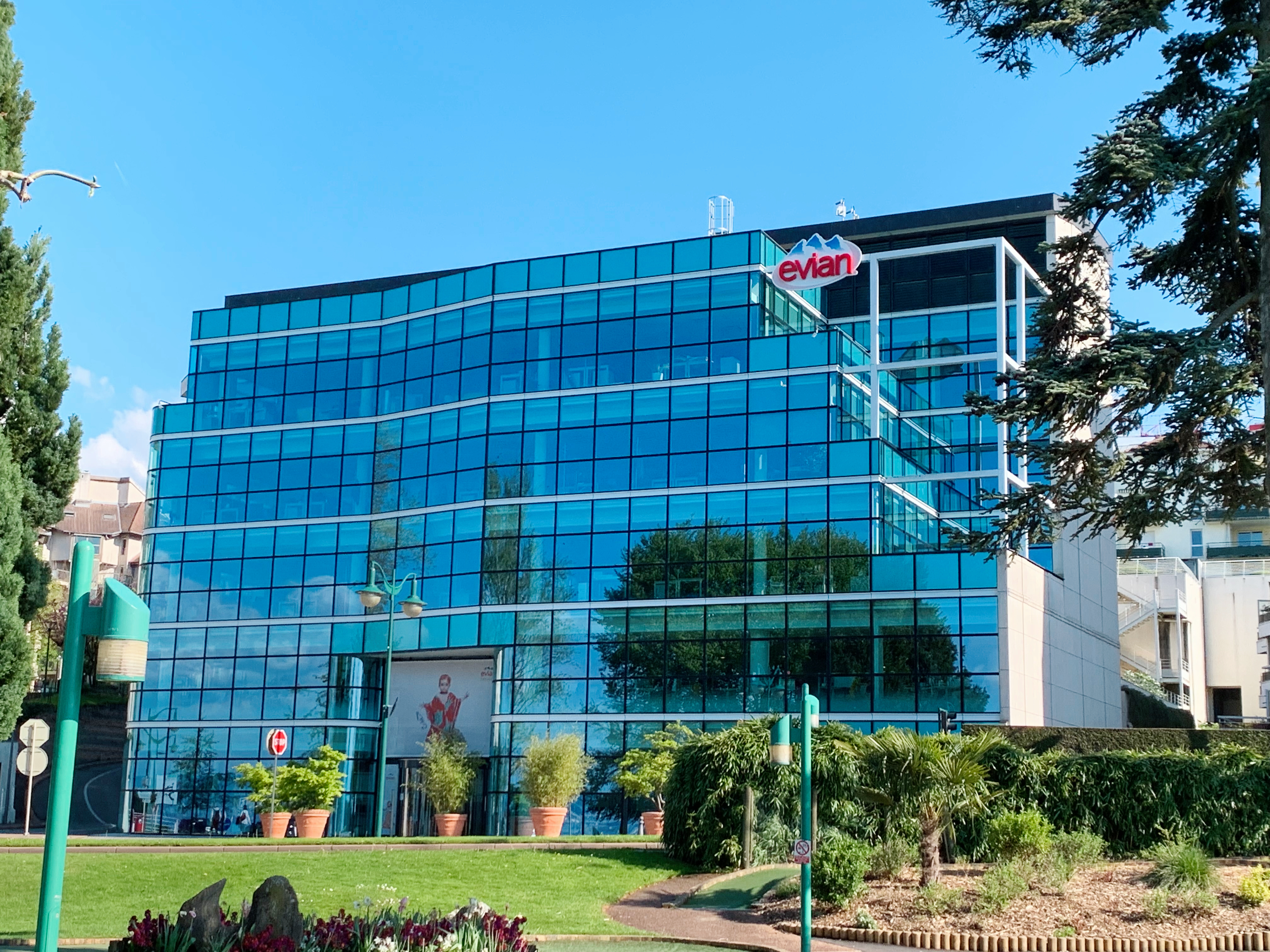
Le siège de la Société Anonyme des Eaux Minérale d'Évian, avenue du Général Dupas.

- L'usine d'embouteillage, située en réalité dans le village voisin d'Amphion-les-Bains, est la plus grande du monde avec 5 millions d'unités par jour. Elle peut être visitée, ce qui constitue pour la ville un tourisme industriel.
- Le thermalisme : Évian, dont l'usine d'embouteillage a fait la renommée auprès du grand public, montre la double apparence d'une ville de cure traditionnelle (on y traite les problèmes d'urologie) et d'une station dynamique : elle joue la carte familiale avec un forfait « maman-bébé-équilibre » pour toutes les nouvelles mères de famille.
- Évian (eau minérale)
- Le casino d'Évian est classé 15e casino français en 2010[56].

### Tourisme
La commune est l'une des 48 du département à recevoir le label officiel de « commune touristique » mais aussi celui de « station classée de tourisme ».
En 2014, la capacité d'accueil de la commune, estimée par l'organisme Savoie Mont Blanc, est de 10 506 lits touristiques répartis dans 1 548 structures. Les hébergements se répartissent comme suit : 132 meublés ; deux résidences de tourisme ; 14 hôtels ; deux centres ou villages de vacances/auberges de jeunesse et trois chambres d'hôtes.

## Culture locale et patrimoine

### Lieux et monuments
- Le palais Lumière, anciens thermes de la ville d'Évian  Inscrit MH (1986). Restauré, il a été rouvert en 2006, ayant retrouvé son dôme de métal et de verre. Il accueille aujourd'hui un centre culturel et de congrès.
- L'ancienne buvette de la source Cachat  Inscrit MH (1986), symbole de l'Art nouveau, elle abrite le hall d'information des eaux minérales Évian.
- La villa Lumière  Inscrit MH (1981), ancienne propriété de la famille Lumière (cf. Auguste et Louis Lumière), devenue la mairie de la ville.
- Le château d'Évian[59] : disparu.
- Le casino d'Évian réalisé sur le site du château de Blonay.
- L'église Notre-Dame-de-l'Assomption, place de l'Église  Inscrit MH (1974), datant du XVe siècle et son clocher du XIIe siècle. Possède un tableau de Notre-Dame de Grâce du XVIe siècle. Le chemin de croix, au sommet de l'allée principale, a été dessiné par le peintre contemporain local Pierre Christin. Inscrite aux Monuments historiques depuis 1974[60].
- Le prieuré Saint-François, route du Monastère.
- Le couvent des Bernardines.
- Le temple réformé, avenue de la gare, l'ancien de 1876 détruit pour laisser place à un plus moderne.
- Église Sainte-Catherine de la Touvière, démolie vers la fin du XVIIIe siècle pour laisser place à la Buvette Cachat
- Villa La Sapinière  Inscrit MH (1987)
- Villa du Châtelet
- La Grange au Lac, salle de concerts, réalisée en 1993 par l'architecte Patrick Bouchain sous l'impulsion de Antoine Riboud, alors président de BSN (futur Danone) pour le violoncelliste Mstislav Rostropovitch[61].
- Le Théâtre municipal d'Évian-les-Bains, théâtre du Casino, néo-classique réalisé par un élève de Charles-Garnier.
- Le funiculaire Evian-Neuvecelle, pièce rare du patrimoine ferroviaire européen, figurant parmi les trois seuls survivants des funiculaires classés des XIXe et XXe siècles.
- Statue de la poétesse azérie Khourchidbanou Natavan[62]

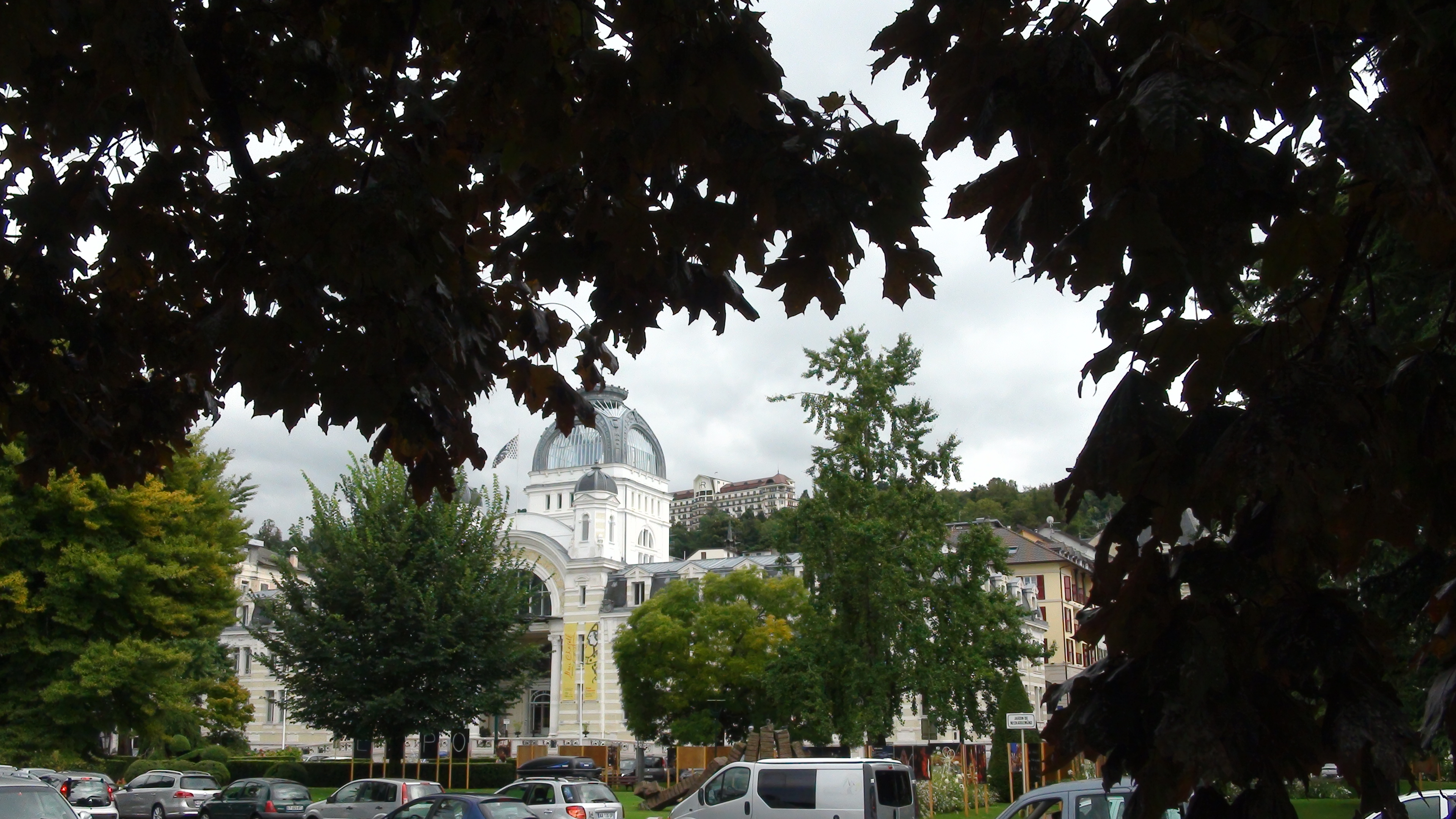
Palais Lumière, anciens thermes de la ville d'Évian.
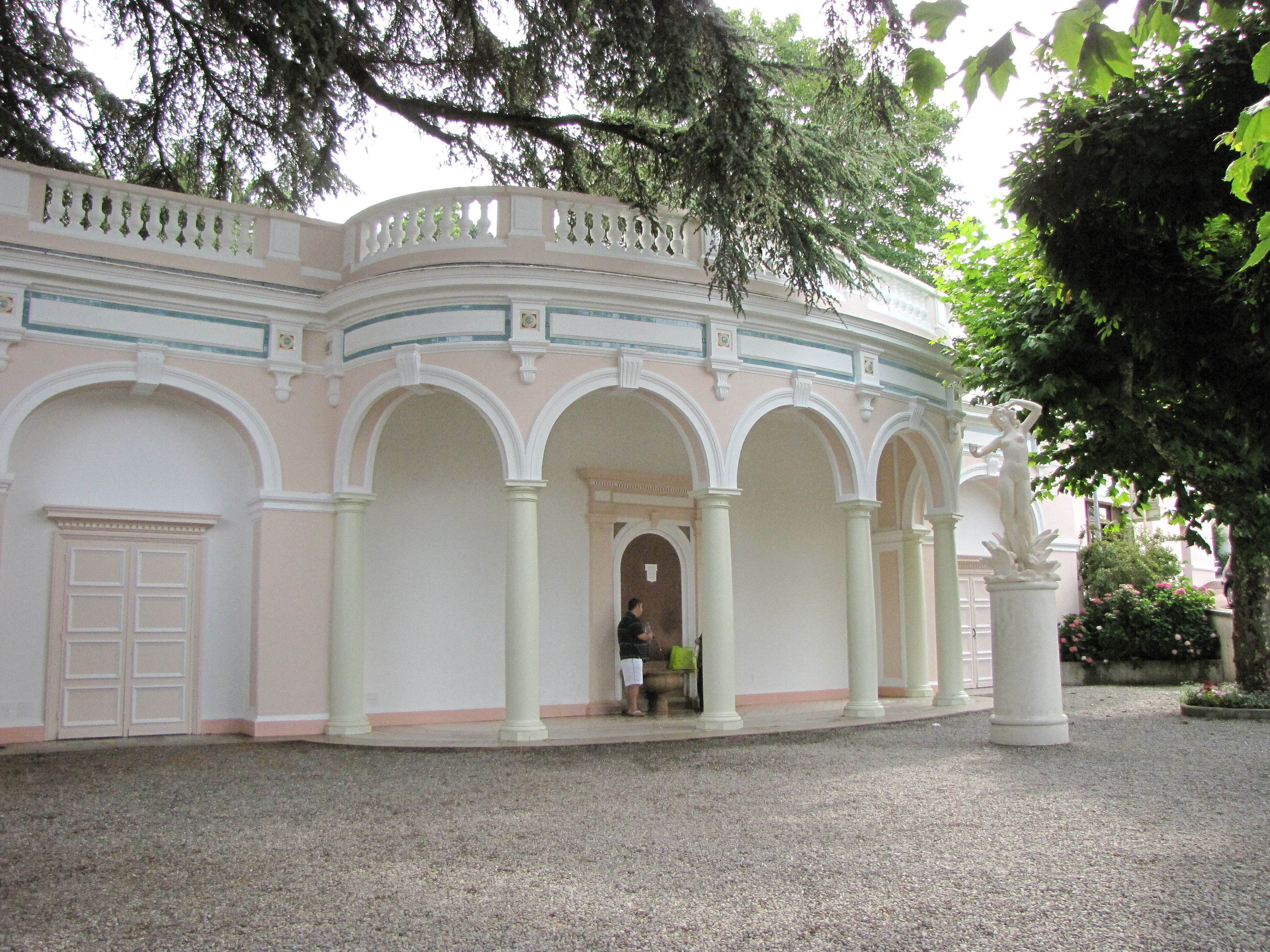
Ancienne buvette de la source Cachat, rue des Sources.
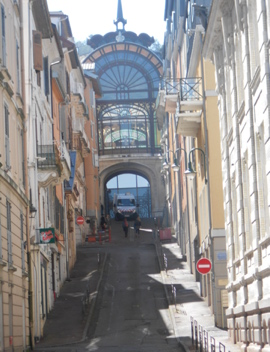
Lieu historique de la buvette Cachat, rue Nationale.
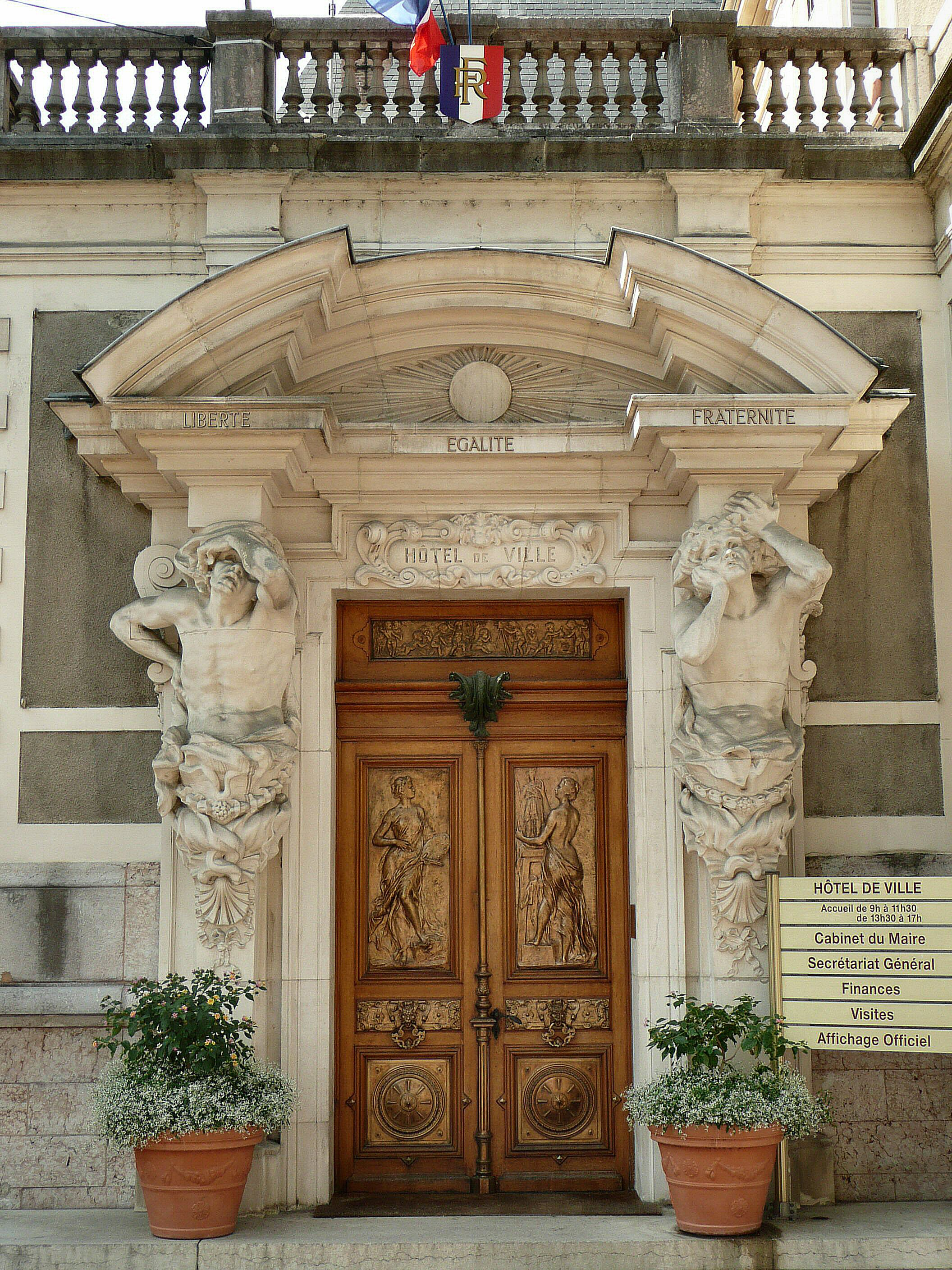
Entrée est de l'hôtel-de-ville.
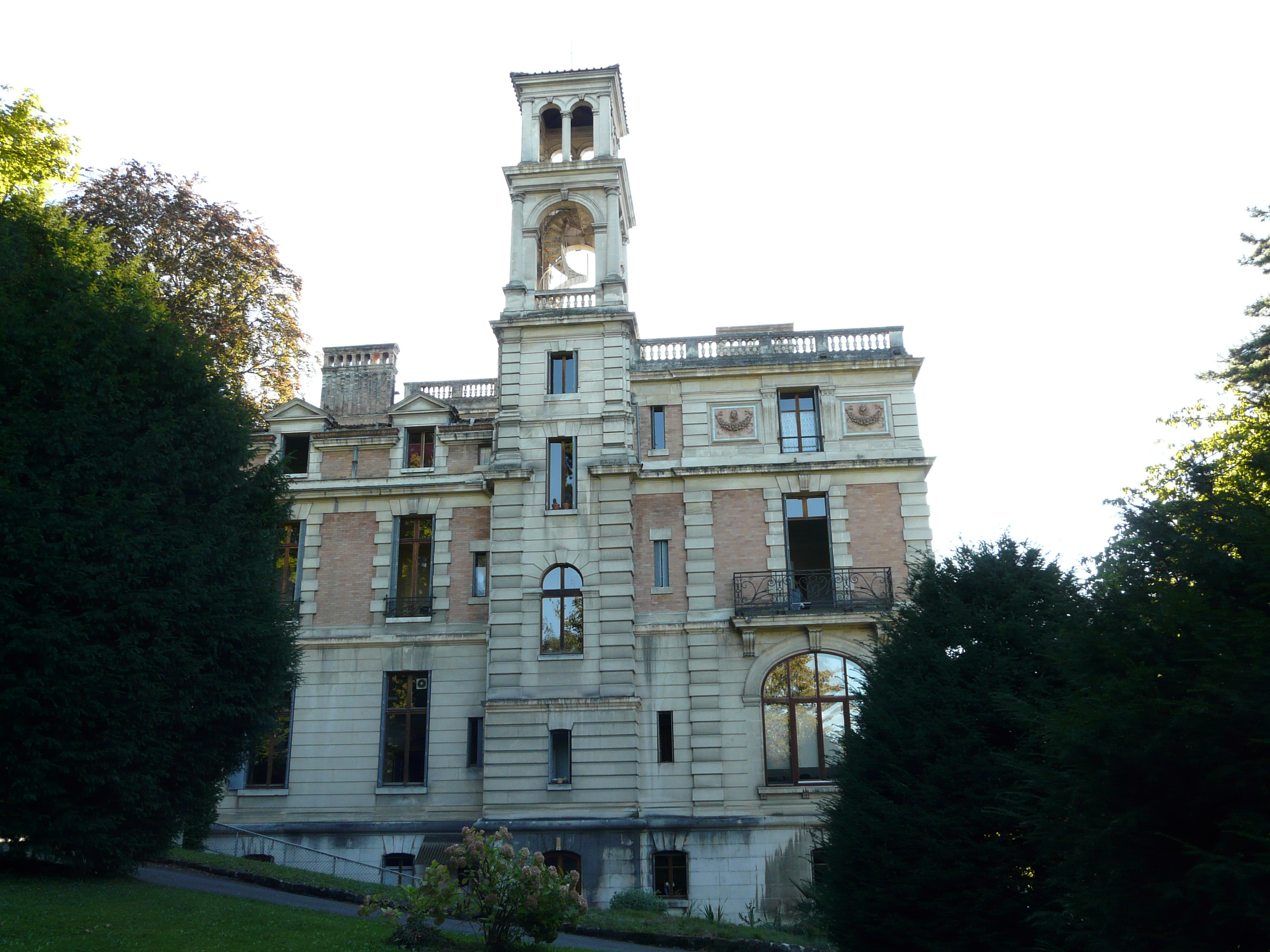
Villa La Sapinière.
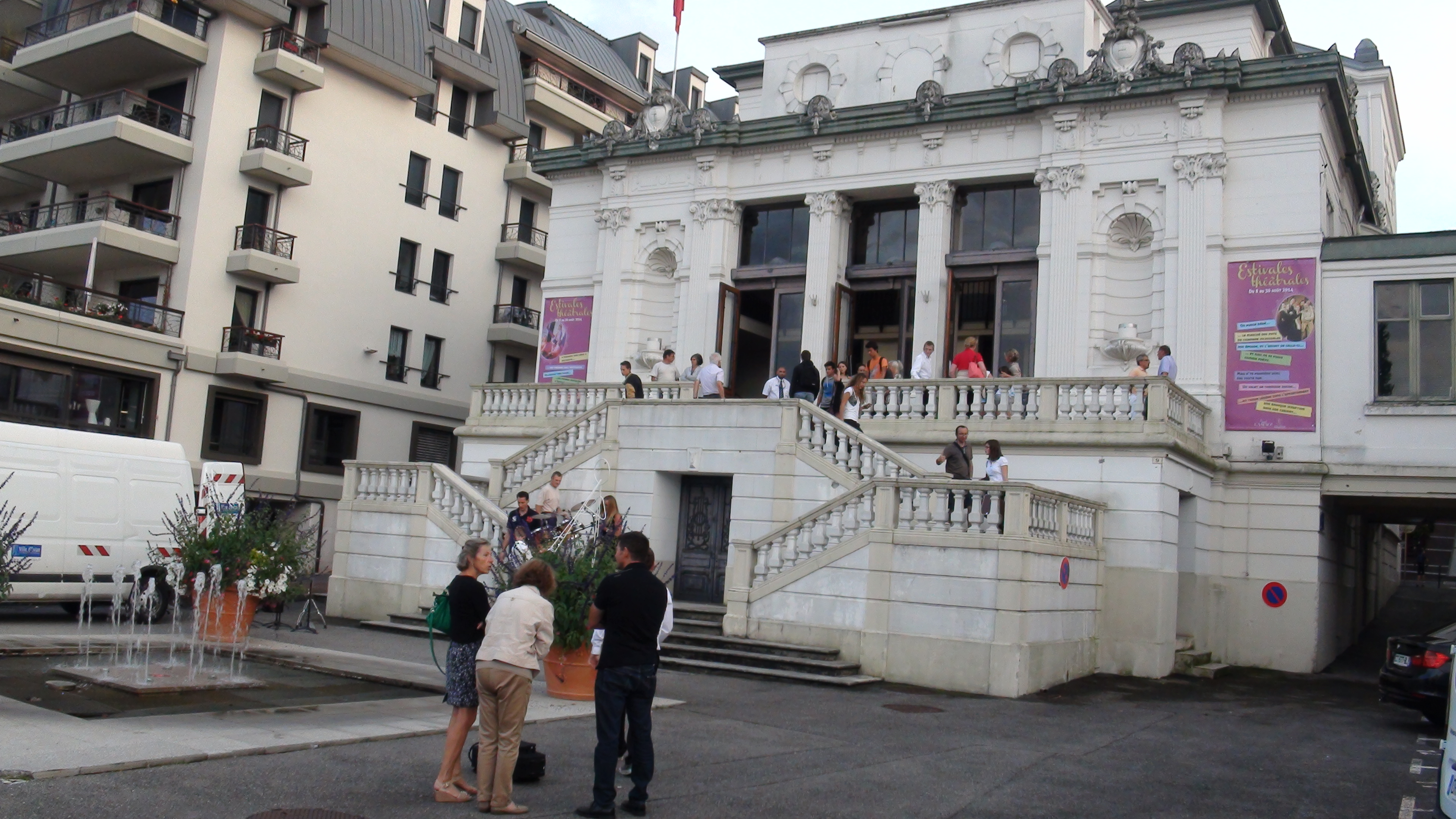
Théâtre du casino d'Évian.
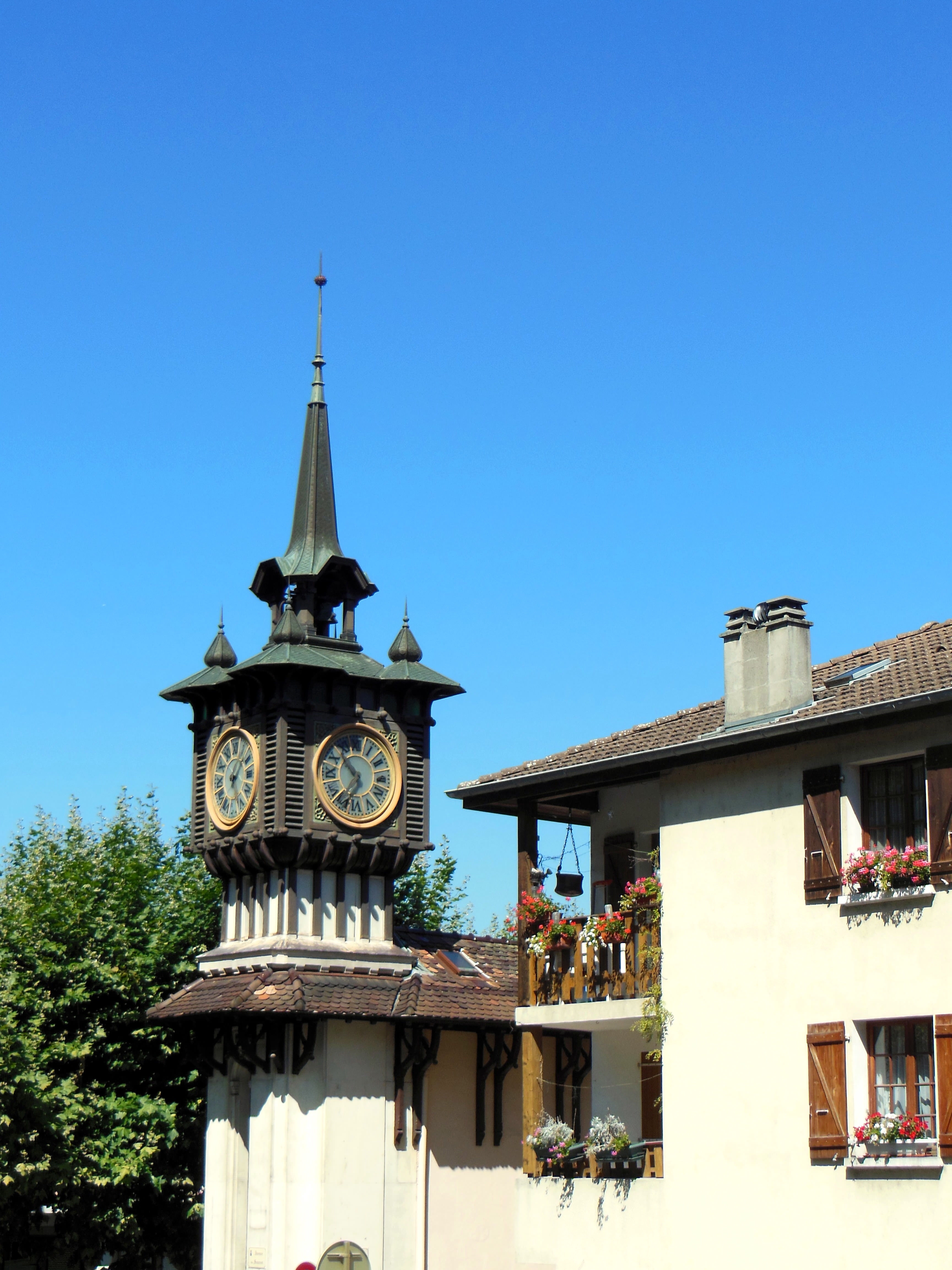
Horloge à proximité de la Cachat.
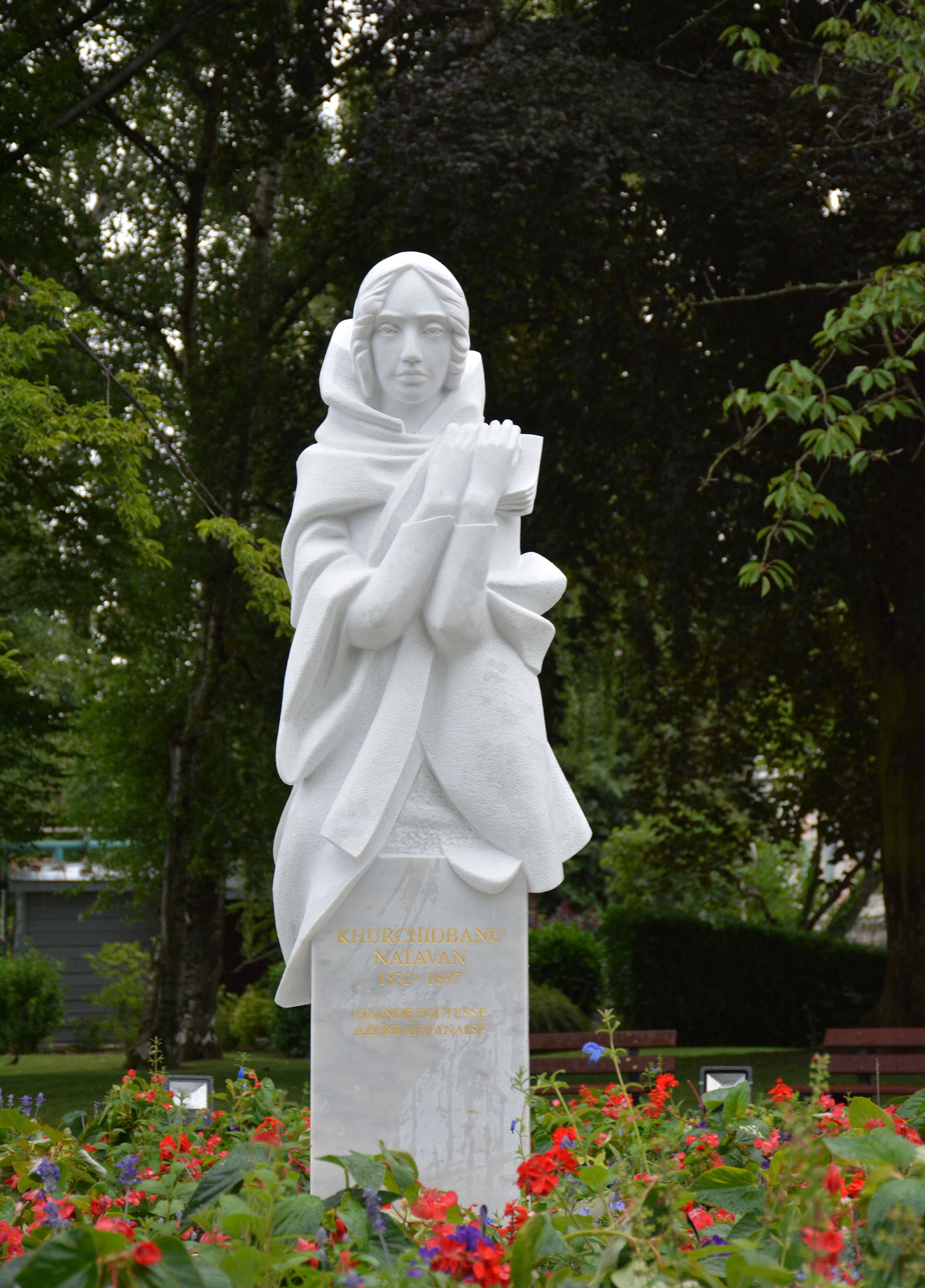
Statue de la poétesse azérie Khourchidbanou Natavan

### Patrimoine «naturel»

#### Impluvium d'Évian

En 1992 a été créée l’Association de protection de l’impluvium des eaux minérales d’Évian (APIEME), financée au tiers par les communes d’Évian-les-Bains, Publier, Neuvecelle et Maxilly, et aux deux tiers par la Société anonyme des eaux minérale d'Évian ; elle a pour objectif de protéger l’impluvium d’Évian (35 km2 de superficie), c’est-à-dire la partie du plateau de Gavot où tombent les eaux avant de se filtrer. Elle encourage notamment une agriculture biologique ou ne risquant pas de mettre en péril la qualité des eaux de ruissellement et d’alimentation du champ captant.
En octobre 2009, l’ensemble des 70 zones humides (de 1 à 24 hectares) du plateau de Gavot a été inscrit à la liste des zones humides d’importance internationale établie par la convention de Ramsar.

#### Espaces verts
- Évian est placée au premier rang des villes fleuries détenant quatre fleurs au classement national[63].
- Les jardins de l'eau du Pré Curieux, classé Jardin remarquable de France, et protégés en tant que site Ramsar, c'est-à-dire protégé par la convention de Ramsar.
- Les parcs et jardins (15 ha) des hôtels Royal et Ermitage sont les premiers espaces verts privés écolabélisés sous le label Eve d'ECOCERT en novembre 2010.

#### Promenades
- La promenade aménagée, et le port de plaisance.
- La buvette de la source Cachat.

### Livres et films
- C'est à Évian que, lors de son voyage de noces, Victor Frankenstein, dans le roman de Mary Shelley, ne peut empêcher le monstre qu'il a créé d'étrangler sa jeune épouse Elizabeth.
- L’Hôtel Royal et ses abords sont le lieu de tournage d'une grande partie du film humoristique Drôles de zèbres, réalisé par Guy Lux et sorti en 1977.

### Personnalités liées à la commune
- Professeur Léon Binet, auteur d’Évian lieu de santé (éditions Plon, 1966).
- Camille Blanc, maire d'Evian, ancien résistant, membre de la SFIO, pacifiste, victime d'un attentat commandité par l'OAS pour son engagement favorable à la paix et l'indépendance de l'Algérie (les accords d'Evian).
- Bernard Cahier (né en 1927 à Marseille, mort le 10 juillet 2008 à Évian) était un journaliste et photographe français. Figure du paddock de la Formule 1 des années 1950, 1960 et 1970, ses clichés illustrent la plupart des ouvrages de référence sur l'histoire de la discipline.
- Pierre Louis Dupas, né à Évian le 13 février 1761, général de division, comte de l'Empire, décédé le 6 mars 1823 à Ferney.
- Johann Durand, gardien de but de l'E.T.G F.C.
- Henri Jacobi, architecte
- Anna de Noailles, femme de lettres, poétesse.
- André Simon, pilote de voiture de course français.
- Fanny Vitta, femme de lettres et philanthrope, propriétaire de la villa La Sapinière, acteur majeur de la Croix-Rouge française à Évian pendant les deux guerres mondiales.
- Jean Galland, acteur, y est décédé le 18 juillet 1967.
- Antoine Riboud, ancien PDG du groupe BSN-Danone.
- Peggy Bouchet, née à Evian, première femme à traverser l'Atlantique à la rame, auteure de Ma victoire sur l'Atlantique (éditions le Cherche midi, 2000) et Oser toujours, Céder Parfois, Renoncer Jamais (éditions Chêne, 2015).
- Virginie Caliari actrice 'Section de recherche'
- Jade Grillet-Aubert, née à Évian en 1997, skieuse alpine et skieuse acrobatique (skicross)
- Peter Cerutti, biochimiste et artiste peintre.

### Héraldique
| Armes d'Évian-les-Bains | Les armes d'Évian-les-Bains se blasonnent ainsi : D'azur à une truite d'argent engoulant par le milieu du corps un gardon du même, au chef cousu de Savoie (de gueules à la croix d'argent) ou D’azur à la truite d’argent posée en fasce engoulant par le milieu un petit poisson du même ; au chef cousu de gueules à la croix d’argent. On sait très peu de chose sur ce blason. L'ancien blason de la ville représentait, sous la couronne ducale, une croix de Savoie accompagnant un poisson portant en travers dans sa gueule un petit poisson perpendiculaire. Les armes sont déjà présentes dans l'Armorial de Vanhelmont (vers 1772). La présence du poisson doit être lié au lac « et l’importance de la pêche dans la vie économique aux époques médiévales et modernes ». La devise de la ville était Deo et duci fidelis perpetuo (en français : « À Dieu et au duc fidélité perpétuelle »). Néanmoins, une devise populaire de la ville est inspirée des poissons présents sur le blason : « sur terre comme dans les eaux, les petits sont mangés par les gros ; mais à Évian, les petits se mettent en travers ». L'emblème de la ville d'Évian a néanmoins été changé en 2001 et réactualisé en 2018 et représente désormais une femme nue, inspirée d'un tableau, dans la veine des nus bleus d’Henri Matisse, que le peintre Daniel Dodet a offert à la ville après une exposition au palais des Festivités. Certains ont voulu voir un rémora dans le gros poisson et une représentation métaphorique en raison d'une ancienne devise UTINAM REMORA ! (Puissé-je être le rémora !). Or le rémora, poisson anciennement mal connu avait surtout la réputation d'obstacle (selon le sens également du latin remora) (cf la maxime de La Rochefoucauld concernant la paresse : « C'est la rémore qui force d'arrêter les plus grands vaisseaux ») et donc sur le blason, s'il y a rémora, ce n'est certainement pas ce gros qui ne freine rien, mais plutôt le petit qui lui fait obstacle, en accord avec la phrase citée ci-dessus. |